# ماراگوگی
ماراگوگی (به پرتغالی: Maragogi) یک منطقهٔ مسکونی در برزیل است که در آلاگواس واقع شده‌است. ماراگوگی ۳۳۵ کیلومتر مربع مساحت و ۳۳٬۰۳۲ نفر جمعیت دارد و ۵ متر بالاتر از سطح دریا واقع شده‌است.